# District de Pingjiang
Pour les articles homonymes, voir Pingjiang.
Le district de Pingjiang (平江区 ; pinyin : Píngjiāng Qū) est une subdivision administrative de la province du Jiangsu en Chine. Il est placé sous la juridiction de la ville-préfecture de Suzhou.